# Ben Bril
Barend „Ben“ Bril (* 16. Juli 1912 in Amsterdam; † 11. September 2003 ebenda) war ein niederländischer Boxer, Ringrichter und Überlebender des Holocaust.

## Biographie

### Kindheit und sportliche Laufbahn
Ben Bril wurde als sechstes von sieben Kindern eines Fischhändlers und der Besitzerin eines kleinen Ladens geboren. Bril wuchs in einem armen Teil der damaligen Jodenbuurt rund um die Valkenburgerstraat auf; die Familie war so arm, dass er sich mit seinen fünf Brüdern ein Bett teilen musste. Bril und seine Brüder lernten das Boxen und andere Sportarten wie Fußball auf der Straße. Im Alter von elf Jahren besuchte er gemeinsam mit seinem ältesten Bruder das Boxzentrum De Jonge Bokser, und von da an stand für ihn fest, dass er Boxer werden wolle.
Bril wurde Mitglied des Amsterdamer Vereins Olympia-Maccabi. Im Alter von 15 Jahren errang er seinen ersten Titel als niederländischer Amateur-Meister im Fliegengewicht. Daraufhin wurde er für die Teilnahme an den Olympischen Spielen in seiner Heimatstadt nominiert, wobei sein Geburtsjahr von 1912 auf 1911 gefälscht wurde, weil er sonst nicht hätte starten dürfen. Seine vier Brüder Jakob, Emmanuël, Sam und Seno saßen auf der Tribüne und feuerten ihn an. Er erreichte das Viertelfinale, wo er gegen den südafrikanischen Boxer Bobby Lebanon verlor. Bril war das jüngste Mitglied der niederländischen Mannschaft, das älteste mit 28 Jahren war der Schwergewichts-Boxer Sam Olij, der die Fahne des niederländischen Teams bei der Eröffnungsveranstaltung trug.
Insgesamt bestritt Bril über 200 Boxkämpfe, wurde achtmal niederländischer Meister und siegte 1935 bei der Makkabiade in Tel Aviv, wo er im Finale gegen den Südafrikaner Jack Hahn gewann. Bei Olympischen Spielen trat er jedoch nie mehr an: 1932 soll dies ein Vorstandsmitglied des Boxverbandes, das der faschistischen NSB angehörte, erfolgreich verhindert haben. Zudem hatte der Verband kein Geld für die weite Reise, so dass kein einziger Boxer nach Los Angeles entsandt wurde. 1936 war es Bril selbst, der sich weigerte, in Berlin in den Ring zu steigen, nachdem er 1935 bei einem Turnier in der deutschen Hauptstadt mit eigenen Augen gesehen hatte, wie dort jüdische Menschen behandelt wurden.
Ben Bril war neben seinem Talent auch für seine auffällige Boxtechnik bekannt. 1999 berichtete er in einem Interview mit dem Sportjournalisten Wilfried de Jong, er habe sich seine Technik von Raubtieren abgeschaut: „Im Zoo habe ich beobachtet, wie wilde Tiere sich ausweichen. Das habe ich einstudiert. Lauern, zuschlagen und nichts wie weg.“ Dieser Strategie sei es zu verdanken, dass sein Haar am Ende der Kämpfe immer noch gut saß, so de Jong, der Brils leichtfüßige Technik mit der von Muhammad Ali verglich.
Schon im Alter von 17 Jahren bekam Bril die Leitung einer Schlachterei mit Imbiss übertragen. Im Jahr darauf eröffnete er mit zwei Kompagnons ein eigenes Geschäft in der Nähe des Rembrandtplein. Nach Unstimmigkeiten mit seinen Partnern zog er 1931 nach Utrecht, wo er eine Schlachterei mit Imbiss eröffnete, die er mit dem Werbeslogan Beter Belegde Broodjes Bij Ben Bril bis 1972 betrieb. 1936 heiratete er seine Frau Celia, die Tochter eines Diamantenschleifers, und im Jahr darauf wurde der gemeinsame Sohn Albert geboren.
Am 30. März 1940 gewann Bril seinen achten nationalen Titel im Theater Frascati in Amsterdam. Nach dem Kampf verkündete er seinen Rücktritt vom Boxsport, wohl auch aus Enttäuschung darüber, dass die Olympischen Spiele in Tokio nicht stattfinden würden. Fünf Wochen später wurden die Niederlande von der deutschen Wehrmacht besetzt.

### Eingesperrt in Lagern
Bril tauchte unter und lebte zunächst im Dorf Stroe in der Provinz Gelderland. Dort wurden er und sein Bruder Harry verraten und aufgespürt, konnten sich jedoch zunächst einer Festnahme entziehen. Im Januar 1943 wurde er von Jan Olij, dem Sohn seines ehemaligen olympischen Mannschaftskameraden Sam Olij, in seinem Haus in Utrecht verhaftet; dabei hielt Olij Brils Sohn Albert eine Pistole an den Kopf, damit der Vater nicht versuchen würde, sich zu wehren.
Sam Olij war ein überzeugter Nationalsozialist wie seine Söhne Jan und Kees und Mitglied des NSB; zeitweilig hatte er im selben Verein wie Bril geboxt. Alle drei Männer waren schon in den 1930er Jahren Mitglieder der NSB geworden und überzeugte Antisemiten. Sam Olij arbeitete ab 1940 für die Zentralstelle für jüdische Auswanderung und war gemeinsam mit seinen Söhnen als sogenannter „Judenjäger“ aktiv, die für ein Kopfgeld von wenigen Gulden jüdische Menschen in Amsterdam aufspürten und deren Verstecke verrieten. Nach dem Krieg wurde Olij zum Tode verurteilt, später jedoch begnadigt.
Am 16. April 1943 wurden Bril, seine Frau Celia und sein Sohn Albert im Kamp Vught interniert. Am 16. Juli wurde der sechsjährige Albert ins Durchgangslager Westerbork transportiert, und im September folgten seine Eltern dorthin. Von einer Deportation in ein Vernichtungslager blieb die Familie verschont, weil Bril ein bekannter Boxer war und seine Frau, die in den USA aufgewachsen war, erfolgreich behauptete, US-Amerikanerin zu sein. Am 1. Februar 1944 wurde die Familie in das Sternlager im KZ Bergen-Belsen geschickt, in dem sogenannte „Austauschjuden“ untergebracht waren, die gegen Internierte der Alliierten ausgetauscht werden sollen. Von dort kamen sie im Januar des folgenden Jahres gemeinsam mit 136 weiteren jüdischen Menschen, die US-amerikanische und südamerikanische Pässe besaßen, in die Schweiz und weiter nach Marseille. Als sich herausstellte, dass Celia Bril keine US-Bürgerin war, wurde die Familie in einem weiteren Lager interniert, einem Flüchtlingslager in Algerien. Von dort kehrten die drei Brils im August 1945 in die Niederlande zurück.
Bril überlebte die Zeit in den Lagern dank seiner Boxkünste, da er Wettkämpfe bestritt und Unterricht gab; im Gegenzug erhielt er mehr Lebensmittel und Medikamente für seine Familie. Unter seinen Schützlingen im Lager befand sich der damals 14-jährige Gerhard Durlacher, der später ein bekannter Schriftsteller wurde und auch eine Geschichte über Bril verfasste. Für die Zusammenarbeit mit dem Wachpersonal erhielt er Privilegien für sich und seine Familie, was sein Boxkamerad Ab de Vries verurteilte.
Brils Eltern und seine fünf älteren Brüder kamen im Holocaust ums Leben, nur sein jüngster Bruder Herrie und Ben Bril selbst überlebten sowie seine Frau Celia und sein Sohn Ab. Insgesamt wurden 182 Mitglieder seiner weiteren Familie in Vernichtungslagern ermordet.

### Zweite Laufbahn im Ring

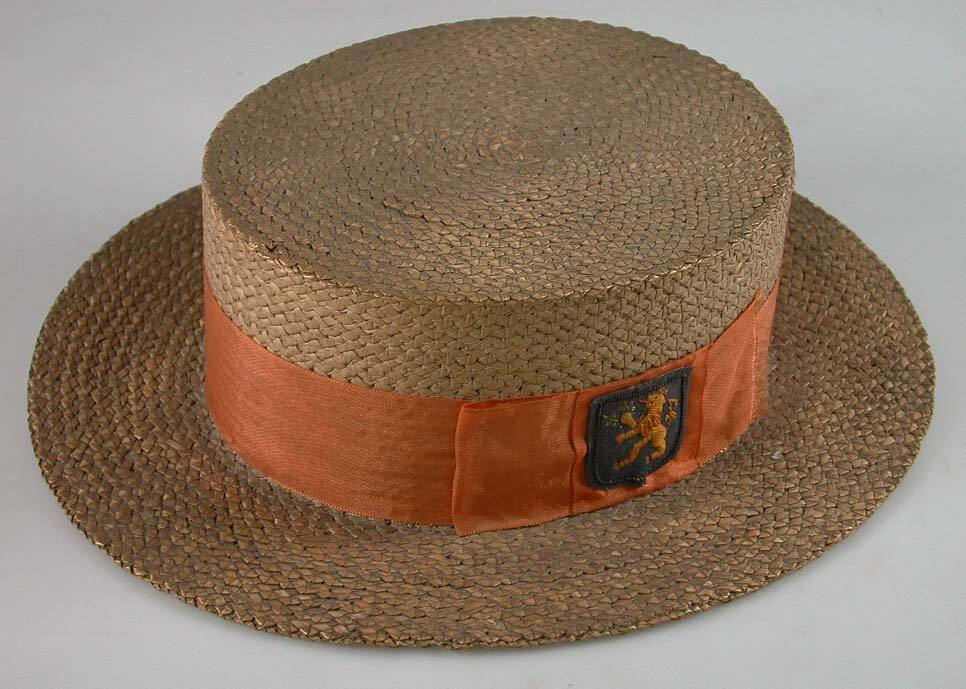
Brils Hut, Teil der Olympia-Kleidung von 1928, heute im Amsterdam Museum

Nach dem Krieg litt Ben Bril unter schweren Depressionen. 1947 wandte sich seine Frau an den niederländischen Boxverband um Hilfe, der ihren Mann daraufhin zu einem Kurs für Ringrichter einlud.
Bril wurde ein gefragter Arbiter und war als solcher bei drei Olympischen Spielen – 1964, 1968 und 1976 – aktiv. 1964, bei den Spielen in Tokio, erregte er Aufsehen, als er von außen in den Ring stürmte und den Spanier Valentín Loren in dessen Ecke drängte. Dieser hatte einen Schiedsrichterkollegen angegriffen, weil der ihn disqualifiziert hatte. Bril wurde zum besten Boxschiedsrichter der Spiele gewählt.
Wegen seiner strikten Unparteilichkeit war Bril international allgemein geschätzt, wenn er mitunter auch als autoritär und rechthaberisch galt. In den ersten Jahren seiner Tätigkeit als Ringrichter weigerte er sich, etwas mit Deutschen zu tun zu haben, eine Einstellung, die er später aufgab. Wegen seiner neutralen Haltung wurde er häufig zu internationalen Turnieren geladen, wo es etwa zum Zusammentreffen von sowjetischen und US-amerikanischen Boxern kam. Sein Leitsatz: „Ein Schiedsrichter trägt die Verantwortung für zwei Menschenleben.“ Bril habe dafür gesorgt, dass der Boxsport an Ansehen gewonnen habe, so der Sportjournalist de Jong. 1977 beendete Ben Bril seine zweite Laufbahn als Ringrichter.
Ben Bril starb im Alter von 91 Jahren in seiner Heimatstadt Amsterdam. Er wurde auf dem Jüdischen Friedhof Muiderberg bestattet.

## Erinnerung und Ehrungen
Zwei Bücher erschienen über das Leben von Ben Bril, ein Sachbuch mit dem Titel Ben Bril. Davidster als Ereteken (Ben Bril. Davidstern als Ehrenzeichen) sowie eine romanartige Aufarbeitung Dansen om te overleven (Tänzeln um zu überleben), geschrieben von Brils Großneffen, dem US-Amerikaner Steven Rosenfeld. Das Buch von Rosenfeld entstand auf der Basis von Interviews mit Bril, der sich zuvor strikt geweigert hatte, über die Kriegsjahre zu sprechen. Im Oktober 2015 übergab Rosenfeld Fotos und Dokumente von Bril an das Nationaal Monument Kamp Vught. Brils Ausstattung für die Olympischen Spiele 1928 befindet sich im Amsterdam Museum.
In Amsterdam wird jährlich das Boxturnier Ben Bril Memorial im Koninklijk Theater Carré ausgetragen, das 2016 zum zehnten Mal stattfand.